# Thomas Lundmark
Thomas Lundmark, född 28 juni 1963, är en svensk tidigare fotbollsspelare (mittfältare).
Lundmark inledde sin seniorkarriär i IF Brommapojkarna, men gick 1985 till allsvenska AIK, där han spelade 86 matcher (9 mål). Efter ett mellanspel i IFK Eskilstuna kom han 1990 till Djurgårdens IF, för vilka han spelade 100 seriematcher (16 mål) fram till 1993.